# (32833) 1992 EW2
1992 EW2 (asteroide 32833) é um asteroide da cintura principal. Possui uma excentricidade de 0.15463590 e uma inclinação de 1.92476º.
Este asteroide foi descoberto no dia 6 de março de 1992 por Spacewatch em Kitt Peak.